# 런위린
런위린(任毓麟, 1870년 ~ ?)은 자는 진정(振亭)으로 절강 성(折江省) 소흥(紹興) 산음(山陰) 출신의 청말 민국 초기의 정치인이다.

## 생애
런위린은 청조 말기 과거에 급제하여 거인(擧人)으로써 직례후도(直隷候補道)와 직례총독아문총문안(直隷総督衙門総文案) 등의 관직을 지냈다.
중화민국 수립(1912년) 이듬해에 직례제법사, 펑톈 도독부 문안(奉天都督府文案)이 되었고, 내무사장에 이어 민국 3년(1914년) 6월부터 10월까지 펑톈 도독부 정무청(政務庁) 청장 등의 직책을 맡았다.
이후 둥베이의 군벌 장쭤린을 따라 그의 싱크탱크의 핵심 멤버가 되었다. 연주사무국비서(煙酒事務局秘書)를 거쳐 민국 8년(1919년)에는 동삼성순열사비서장(東三省巡閲使秘書長)를 맡기도 했다. 민국 15년(1926년)에는 안국군 총사령부 비서장(安国軍総司令部秘書長)을 지냈다. 민국 16년(1927년)에는 장쭤린에 의해 육해군 대원수부 비서장(陸海軍大元帥府秘書長)을 지냈다.
장쭤린이 황고둔 사건으로 사망하고, 장쉐량의 동북역치 이후 런위린은 고향으로 돌아갔다. 이후 어떻게 살아갔는지는 알 수 없다.

## 장쭤린의 평가
장쭤린은 런위린을 자신의 비서실장으로 기용하여 일을 맡겼지만, 민국 13년(1924년) 베이징(北京)에 입성한 이후 3년 동안 여덟 번을 개각하면서 런위린을 한번도 각료로 지명하지 않았다. 막료들이 장쭤린에게 그 이유를 물었을 때, 장쭤린은 "런위린은 좋은 사람이기는 하지만, 8년을 내 옆에서 비서로 일하면서 내가 하는 일에 한번도 반대 의견을 낸 적도 의심한 적도 없다. 항상 '네', '네' 하면서 시키는 대로만 했을 뿐이다. 이렇게 아첨만 잘하는 사람이 와서 무슨 이득이 있겠는가? 무슨 큰일을 맡기겠는가?"라고 대답했다고 한다.

## 참고 문헌
- 徐友春主, 편집. (2007). 《民国人物大辞典 増訂版》. 河北人民出版社. ISBN 978-7-202-03014-1.
- 劉寿林ほか, 편집. (1995). 《民国職官年表》. 中華書局. ISBN 7-101-01320-1.

| 중국(북양정부） 틀:선대차대 |
| --------------------------- |